# Anna Komnena
Anna Komnene (latinisiert Anna Comnena, mittelgriechisch Ἄννα Κομνηνή Anna Komniní, * 2. Dezember 1083 in Konstantinopel; † ca. 1154) war eine byzantinische Geschichtsschreiberin. Als ältestes von sieben Kindern des byzantinischen Kaisers Alexios I. Komnenos und dessen Frau Irene Dukaina, Tochter des Caesar Andronikos, beanspruchte sie den Kaiserthron für ihren Ehemann. Mütterlicherseits war sie Nachkommin der letzten Zaren des Ersten Bulgarischen Reiches aus dem Haus Komitopuli. In ihrem Geschichtswerk Alexiade beschrieb sie das Leben ihres Vaters.

## Leben

### Abstammung; Erziehung; Heiraten
Anna wurde 1083 in der Porphyra des kaiserlichen Palastes geboren und trug daher den Beinamen Porphyrogenneta – Purpurgeborene. Ihr Vater Alexios I. Komnenos war zu diesem Zeitpunkt seit zwei Jahren byzantinischer Kaiser. Ihre Mutter Irene Dukaina entstammte der einflussreichen, bereits zu kaiserlichen Würden gelangten Adelsfamilie der Dukai. In der Alexiade schildert Anna in einem Abschnitt (Buch 6, Kapitel 8) die Umstände ihrer Geburt sowie diejenigen ihrer nächsten Geschwister Maria und Johannes und betont ihre innige Zuneigung zu ihren Eltern. Sie deutet hier auch an, dass ihr Lebensziel die Thronbesteigung als Kaiserin gewesen sei. Dementsprechend konstatiert sie stolz, dass kurz nach ihrer Geburt ihre Erhebung zur Mitkaiserin erfolgte. Ferner wurde sie noch 1083 mit dem damals neunjährigen Mitkaiser und Thronerben Konstantin Dukas Porphyrogennetos verlobt, dem Sohn Kaiser Michaels VII. (1071–1078), der von Anna als sehr schönes Kind beschrieben wurde. Er war davor bereits mit Helena, der Tochter Robert Guiskards von Sizilien, verlobt gewesen.
In früher Jugend lebte Anna bei ihrer künftigen Schwiegermutter, der früheren Kaiserin Maria von Alanien, der von einigen Historikern eine Affäre mit Alexios I. zugeschrieben wird. 1092 ernannte Alexios jedoch seinen eigenen Sohn, Annas Bruder Kaloioannes (der „schöne Johannes“), zum Thronfolger, gegen den sie in der Folge eine lebhafte Abneigung empfand. Konstantin zog sich auf seine Güter bei Serres zurück, wo er um 1095 starb. Durch die Verschwörung des Nikephoros Diogenes (1094), in die wohl auch Maria eingeweiht war, hatte Konstantin jede Chance auf den Thron verloren, obwohl Gerüchten zufolge er selbst den Kaiser von den Plänen, ihn zu ermorden, informiert hatte.
Allein aus ihrem Geschichtswerk ist bereits ersichtlich, dass Anna eine herausragende Erziehung und Schulbildung erhielt. Sie hebt in der Alexiade ihre umfassenden Kenntnisse in allen Fächern des Triviums (Grammatik, Dialektik, Rhetorik) und Quadriviums (Geometrie, Arithmetik, Astronomie und Musik) hervor. Georgios Tornikes berichtet in seinem Epitaphios auf Anna, dass sie in ihrer Jugend antike Dichtungen wie Homers Odyssee heimlich lesen musste, weil ihren Eltern solche Epen wie überhaupt die antike Mythologie wegen deren Darstellung von Polytheismus und anderen Themen vom Standpunkt der Orthodoxie aus suspekt waren. Anna studierte auch Medizin, schrieb einen Traktat über Gicht und leitete ein Krankenhaus und Waisenhaus in Konstantinopel.
Anna heiratete nach dem Tod ihres Verlobten Konstantin Dukas, den Wünschen ihrer Eltern entsprechend, spätestens 1097 den Caesar Nikephoros Bryennios, Sohn oder Enkel des Thronprätendenten gleichen Namens.  Die beiden waren ein intellektuelles Ehepaar. Nikephoros Byrennios förderte Anna wohl in der Verfolgung ihrer wissenschaftlichen Interessen, indem er ihr die Teilnahme an mehreren gelehrten Zirkeln gestattete. Das Paar hatte sechs bekannte Kinder: Eirene, Maria, Alexios, Johannes, Andronikos und Konstantin, von denen nur Eirene, Alexios und Johannes das Erwachsenenalter erreichten.

### Vergeblicher Kampf um die Thronfolge
In den folgenden zwei Jahrzehnten hoffte Anna weiterhin, mit Hilfe ihres Gemahls doch noch einmal den Thron besteigen zu können. Zusammen mit ihrer Mutter und zwei ihrer Schwestern pflegte sie 1118 ihren Vater während seiner letzten Krankheit, zog Ärzte zu Rate und diskutierte mit ihnen über deren Prognosen und Behandlungsmethoden. Ihre fundierten Medizinkenntnisse zeigen sich in ihrer detaillierten Beschreibung des Verlaufs von Alexios’ letaler Krankheit. Sie versuchte zusammen mit ihrer Mutter, den Kaiser auf seinem Sterbebett zu überreden, seinen Sohn Johannes (1118–1143) zu enterben und stattdessen die Nachfolge auf Annas Gemahl zu übertragen. Johannes wurde wiederum von seinem Bruder Isaak und dem Patriarchen von Konstantinopel unterstützt. Alexios war fest entschlossen, Johannes zum Nachfolger zu machen und ließ dem Sohn seinen Siegelring heimlich zukommen. Nach anderen Quellen drang Johannes mit seinem Bruder Isaak heimlich in den Mangana-Palast ein und entwendete den Ring. Nach dem Tod von Alexios, vielleicht in Folge einer Lungenentzündung, sicherte sich Johannes jedenfalls den Palast, ließ sich von Heer und Senat zum Kaiser ausrufen und vom Patriarchen von Konstantinopel bestätigen.
Anna und ihre Mutter Irene verschworen sich danach im selben Jahr mit dem Ziel, Annas Gatten Nikephoros auf den Thron zu bringen. Zu diesem Zweck sollte Kaiser Johannes durch ein Attentat beseitigt werden. Die Verschwörung wurde jedoch aufgedeckt, möglicherweise sogar durch Nikephoros selbst, der, wohl teilweise aufgrund der abschreckenden Beispiele in seiner Familie, keinen Putschversuch wagen wollte. In der Rolle der Rebellin wurde Anna vor allem vom byzantinischen Geschichtsschreiber Niketas Choniates dargestellt, der jedoch fast 100 Jahre nach den Ereignissen schrieb. Die Beteiligten des Komplotts gegen den Kaiser kamen mit leichten Strafen davon. So wurde Annas Besitz eingezogen und auf Johannes Axuchos, einem Türken in byzantinischen Diensten, übertragen, der jedoch ablehnte und die Rückerstattung von Annas Vermögen erreichte. Irene und Anna wurden vom Hof verbannt und zogen sich in das von Irene gegründete Nonnenkloster Théotokos Kéchairôtoménè zurück, wo Irene 1133 starb. Trotz ihrer milden Bestrafung scheint sich Anna nie mehr mit ihrem kaiserlichen Bruder ausgesöhnt zu haben. Sie scheint auf Anordnung ihres Bruders unter Überwachung gestanden zu haben und war, wie aus mehreren Bemerkungen ihres Geschichtswerks zu schließen ist, verbittert über den Fehlschlag ihrer politischen Ambitionen.

### Späteres Leben; Tod
Nikephoros starb 1136/37 in Konstantinopel an einer Verwundung, die er sich auf einem Feldzug nach Syrien und Kilikien zugezogen hatte, ohne das Geschichtswerk zu beenden, das er unterwegs begonnen hatte. Anna lebte nun ständig im Kloster Kéchairôtoménè und suchte den regelmäßigen Umgang mit Philosophen und anderen Gelehrten. Sie hatte selbst Philosophie studiert und war eine Anhängerin des christlichen Aristotelismus, der neuplatonische Züge trug. Dem Gelehrten Michael von Ephesos erteilte die den Auftrag zur Niederschrift von Aristoteles-Kommentaren. Auch Eustratios von Nikaia widmete ihr wohl seine Kommentare. So ging „eine bemerkenswerte Blüte des Aristotelismus von einem philosophischen Zirkel aus, den die vom politischen Leben ausgeschlossene Kaisertochter Anna Komnene unterhielt“. Ferner beschäftigte sich Anna in der Ruhe und Abgeschiedenheit des Klosters, wie zuvor ihr Mann, mit der Geschichtsschreibung. Sie verfasste damals auf diesem Gebiet ihr Hauptwerk, die Alexiade, in der sie das Leben ihres Vaters schilderte. Als Kaiser Johannes II. 1143 starb, folgte ihm sein Sohn Manuel I. auf den Thron, für den Anna ebenfalls keine Zuneigung empfand. So war sie im Unterschied zu ihrem Neffen sehr negativ gegenüber den Lateinern und dem Papsttum eingestellt. Auch missbilligte sie kategorisch die Astrologie, während Manuel großes Interesse dafür zeigte. Anna starb etwa 1153 oder 1154 im Alter von rund 70 Jahren und soll auf dem Totenbett noch Nonne geworden sein. Der Bischof von Ephesos, Georgios Tornikes, verfasste den erwähnten Epitaphios auf sie und gab darin eine Ekphrasis ihres äußeren Erscheinungsbildes sowie ihrer geistigen Gaben und ihrer – eher klischeehaft formulierten – Charaktereigenschaften.

## Werk

### Inhalt
In ihrem Geschichtswerk, der nach 1137 und bis mindestens 1148 verfassten Alexiade (oder auch Alexias), schilderte die hochgebildete Anna in 15 Büchern den Werdegang ihres Vaters Alexios, genauer gesagt die Jahre von 1069 bis 1118. Es stellt außerdem eine Ergänzung zum Werk ihres Mannes Nikephoros dar (Hyle Historias), der die Zeit von Romanus IV. Diogenes bis Nikephoros Botaniates beschrieben hatte, sein Werk aber wegen seiner Verwundung und seines Todes nicht fertigstellen konnte.
Anna zeichnete Porträts der wichtigsten Teilnehmer des ersten Kreuzzuges, wie etwa Bohemund I. von Tarent und Graf Raimund IV. von Toulouse.

### Wertung
Für die Geschichtswissenschaft stellt das Werk eine der wichtigsten Quellen der Kreuzzüge aus der Perspektive der Byzantiner dar. Ihre Darstellung ist damit ein wichtiges Korrektiv der lateinischen Quellen. Allerdings ist sie gegenüber den Teilnehmern des Kreuzzugs nicht immer objektiv. Die Darstellung ihres Vaters ist teilweise positiv überzeichnet, die Franken (so wurden die Kreuzfahrer oft genannt) gelten ihr durchgehend als heimtückisch und verräterisch. Sie gibt selten direkte Jahreszahlen an, manchmal ist die Chronologie offensichtlich irrig, und die geographischen Angaben sind vage. Edward Gibbon hielt ihr Werk noch für gänzlich wertlos, der „bewundernde und mit Vorurteilen behaftete Bericht einer liebenden Tochter“, bei dem „jede Seite die Eitelkeit des weiblichen Autors verrät“, panegyrisch und voll affektierter Gelehrsamkeit. Man warf ihr Lücken in der Darstellung, etwa bei der Ankunft der Kreuzfahrer in Byzanz und der Belagerung von Antiochia, vor. Andere Autoren behaupteten dagegen, eine solche Darstellung könne unmöglich von einer Frau stammen und wollten das gesamte Werk Nikephoros zuweisen. P. Frankopan kommentierte, dass es weniger die Alexiade als die Kommentare über den Text seien, die befangen und mit Vorurteilen behaftet seien.
In der modernen Forschung wird der Quellenwert des Werks, das auch literarisch anspruchsvoll gestaltet ist, sehr hoch veranschlagt. Es stellt die umfangreichste und insgesamt auch zuverlässigste Quelle für die byzantinische Geschichte an der Wende vom 11. zum 12. Jahrhundert dar.

### Einflüsse
Anna Komnenas Geschichtswerk ist, ganz ihrer Bildung verpflichtet, stark an antike Vorbilder angelehnt, vor allem Thukydides und Polybios. In ihrem Werk finden sich aber auch Zitate von Homer, Herodot, Sophokles, Platon, Aristoteles, Johannes von Epiphaneia u. v. a. Ihr Stil, mit zahlreichen direkten wertenden Kommentaren, ähnelt dem des Michael Psellos, aber auch Einflüsse spätantiker Geschichtsschreiber sind feststellbar. Bei den Schilderungen der erfolglosen Behandlung ihres Vaters durch seine Ärzte zeigt die medizinisch versierte Anna humoralpathologische Kenntnisse des Galenos.

## Nachkommen
Anna und Nikephoros hatten sechs Kinder, von denen folgende drei das Erwachsenenalter erreichten:
- Alexios Bryennios Komnenos
- Johannes Dukas
- Eirene Dukaina

## Übersetzungen
- Anna Komnene: Alexias. Übersetzt, eingeleitet und mit Anmerkungen versehen von Diether Roderich Reinsch. DuMont, Köln 1996, ISBN 3-7701-3492-3 (2., um ein Vorwort von Diether Roderich Reinsch ergänzte Auflage. De Gruyter, Berlin u. a. 2001, ISBN 3-11-017195-3).